# Oncosiphon schlechteri
Oncosiphon schlechteri là một loài thực vật có hoa trong họ Cúc. Loài này được (Bolus ex Schltr.) Källersjö mô tả khoa học đầu tiên năm 1988.